# Michel Broué

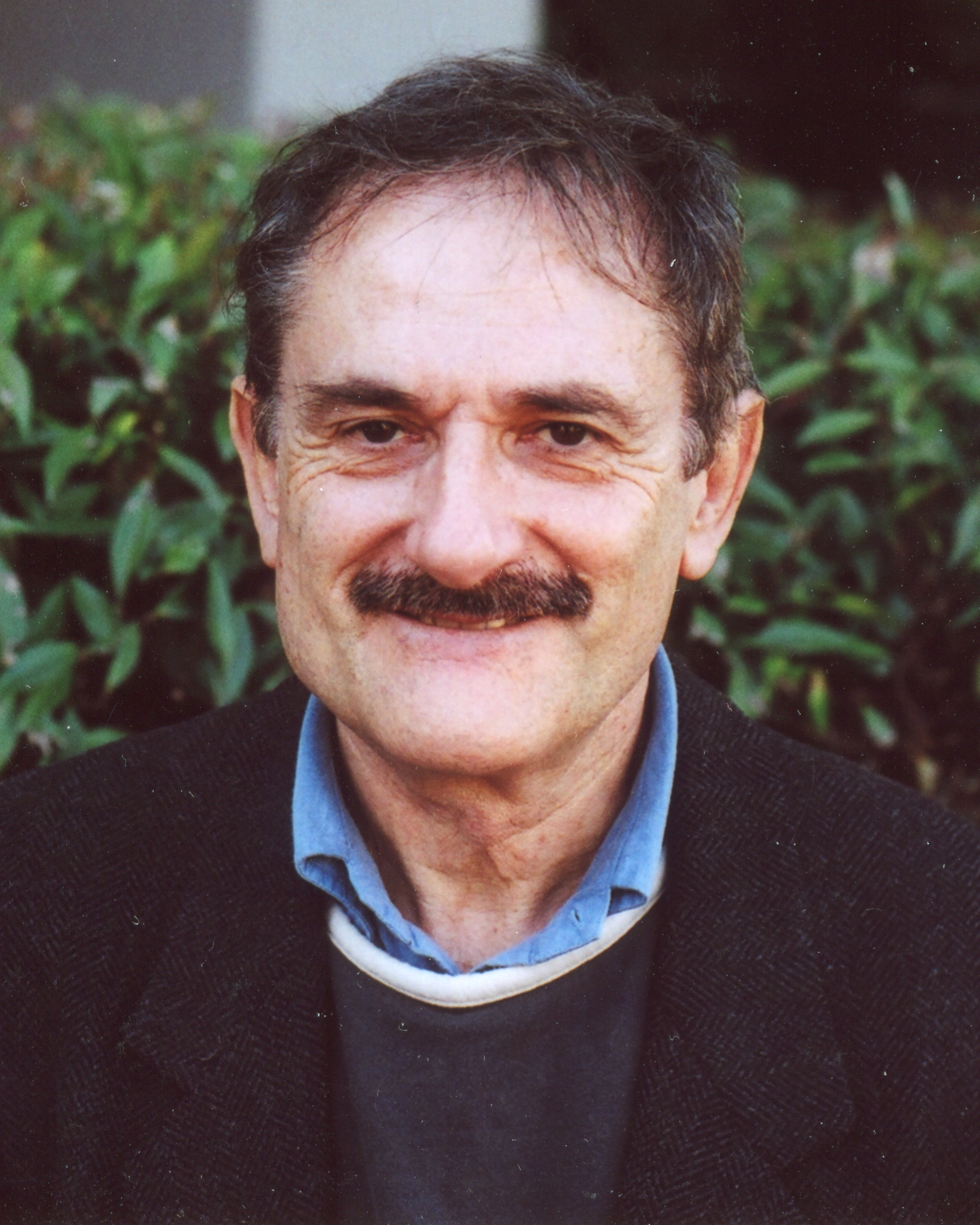
Michel Broué (2008)

Michel Broué (* 28. Oktober 1946 in Paris) ist ein französischer Mathematiker, der sich mit Gruppentheorie (algebraische Gruppen, endliche Gruppen, Zopfgruppen, Reflexionsgruppen) und Darstellungstheorie befasst.

## Leben
Broué ist der Sohn des trotzkistischen Historikers Pierre Broué (1926–2005) und wuchs bei seinen Großeltern in Privas in der Ardèche auf. Er besuchte das Lycée Saint-Louis in Paris und studierte ab 1966 an der École normale supérieure de Saint-Cloud mit dem Abschluss als Agrégé in Mathematik 1970. Er wurde 1975 an der Universität Paris bei Claude Chevalley (und Jean-Pierre Serre) promoviert (Représentations des groupes finis). Ab 1970 forschte er für das Centre national de la recherche scientifique (CNRS) und wurde 1980 Professor an der Universität Paris VII. Ab 1983 war er Leiter der mathematischen Fakultät der École normale supérieure de jeunes filles und 1986 bis 1993 der Fakultät für Mathematik und Informatik der École normale supérieure (Rue d´Ulm). Außerdem war er 1985 bis 1997 Maitre de conferences an der École polytechnique. 1994 wurde er Senior-Mitglied des Institut universitaire de France und ging als Professor an die ENS de Saint Cloude. 1999 bis 2009 war er Direktor des Institut Henri Poincaré. Danach war er an der Universität Paris VII (Denis Diderot).
Er war Gastprofessor und Gastwissenschaftler an den Universitäten von Chicago, Yale, Berkeley, Minnesota, Virginia, Sydney, Cambridge (Gonville and Caius College, Churchill College), in Oxford, am MSRI, am Isaac Newton Institute, in Birmingham, Heidelberg, Aarhus, Peking, der ETH Zürich und der Ecole Polytechnique in Lausanne. 2008 war er Abel Lecturer in Oslo.
Er ist Herausgeber des Journal of Algebra und Mitherausgeber des Journal of Group Theory und des Journal of Pure and Applied Algebra.
Mit Gunter Malle und Jean Michel verfolgt er das Spetses Programm über die Struktur komplexer Spiegelungsgruppen, das aus Vermutungen von Broué Anfang der 1990er Jahre entstand (auf der griechischen Insel, nach der es benannt wurde).
1986 war er Invited Speaker auf dem Internationalen Mathematikerkongress in Berkeley (Theorie locale des blocs d´un groupe fini).
2012 wurde er Fellow der American Mathematical Society. Er ist Ehrendoktor der Universität Birmingham. 1986 erhielt er den Preis der Academie des Sciences. Ferner wurde er 2014 in die American Academy of Arts and Sciences aufgenommen.
Zu seinen Doktoranden gehörte Raphaël Rouquier.
Er ist auch politisch im linken Spektrum aktiv, anfangs bei den Trotzkisten (1970 bis 1984 bei der OCI, Organisation communiste internationaliste), später in der Sozialistischen Partei (Mitglied 1986 bis 1988). Mit Henri Cartan und Laurent Schwartz gründete er das Comité des Mathématiciens, das sich für verfolgte Mathematiker einsetzte, zum Beispiel für Leonid Pljuschtsch (der in der Sowjetunion als Dissident in der Psychiatrie untergebracht war), Sion Assidon in Marokko, Natan Scharanski und José Luis Massera. Er setzte sich in den 1980er Jahren für Intellektuelle in der Tschechoslowakei und Polen ein und war an Kampagnen gegen die neue Rechte in Frankreich (Jean-Marie Le Pen) beteiligt. Er engagierte sich in den Präsidentschaftskampagnen von Lionel Jospin und später Ségolène Royal.
Die Regisseurin Isabelle Broué und die Journalistin Caroline Broué sind seine Töchter.

## Schriften (Auswahl)
- Introduction to complex reflection groups and their braid groups, Springer Verlag 2010
- mit Jean Michel, Gunter Malle: Représentations unipotentes génériques et blocs des groupes réductifs finis, Société mathématique de France, 1993 (mit Anhang von George Lusztig)